# ユーコ・トルマネン
ユーコ・トルマネン（よりフィンランド語に近い表記ではヨウコ・シヒヴェリ・トルマネン、Jouko Sihveri Törmänen、1954年4月10日- ）は、フィンランド、ロヴァニエミ出身の元スキージャンプ選手で現在スキー指導者。

## プロフィール
1968年のスキージャンプ週間に13歳で出場、インスブルック大会で6位に入って周囲を驚かせた。その後
スキージャンプ週間には1972年から1982年まで出場したが、1977/78年シーズンに総合9位となったのが最高成績でこのときのインスブルック大会で3位に入っている。
1974年ノルディックスキー世界選手権の90m級で5位、1978年ノルディックスキー世界選手権の90m級では6位になった。
初めてのオリンピックである1976年インスブルックオリンピックで70m級14位、90m級10位の成績を残す。
1980年のレークプラシッドオリンピックの90m級で金メダルを獲得、70m級では8位となっている。
フィンランド選手権では70m級で4回タイトルを獲得している(1976年、1977年、1979年、1980年）。
1979/80年シーズンから始まったワールドカップでは通算1勝（2位1回3位1回）を記録。
1981/82年シーズン終了と共に現役生活にピリオドを打った。
引退後は1988年からフィンランドスキー連盟のコーチなどを務め2004年からは国際スキー連盟(FIS)のスキージャンプ委員長に就いている。